# Ansberto de Ruan
Ansberto o Ausberto de Ruan (s. VII - ca. 695) fue un religioso católico y político francés. Ocupó varios cargos importantes durante el reinado de Clotario III, y fue elegido Arzobispo de Ruan, ocupando la sede entre 684 y 693.
Es venerado como santo por la Iglesia Católica y su fiesta litúrgica se celebra el 9 de febrero.